# Stena Scandinavica
Lo Stena Scandinavica è un traghetto appartenente alla compagnia di navigazione Stena Line.

## Servizio
Varato il 7 settembre 2002 nel cantiere navale Hyundai Heavy Industries di Ulsan con il nome di Stena Britannica II e consegnato il 7 gennaio 2003 alla Stena Line, salpa il 10 gennaio per Harwich, dove giunge il 13 febbraio ed esegue le consuetudinarie prove d'ormeggio. Il 25 febbraio prende servizio nei collegamenti tra Harwich ed Hoek van Holland.
Il 17 marzo 2003 viene ribattezzato Stena Britannica.
Il 18 gennaio 2005 termina il servizio sulla Harwich-Hoek van Holland e salpa per Bremerhaven, dove giunge 2 giorni dopo e, trasferito nel cantiere navale 
Lloyd Werft, viene sottoposto a lavori di allungamento , passando da una lunghezza di 211,56 metri, a una di 241,06. Dall'11 marzo torna regolarmente in servizio.

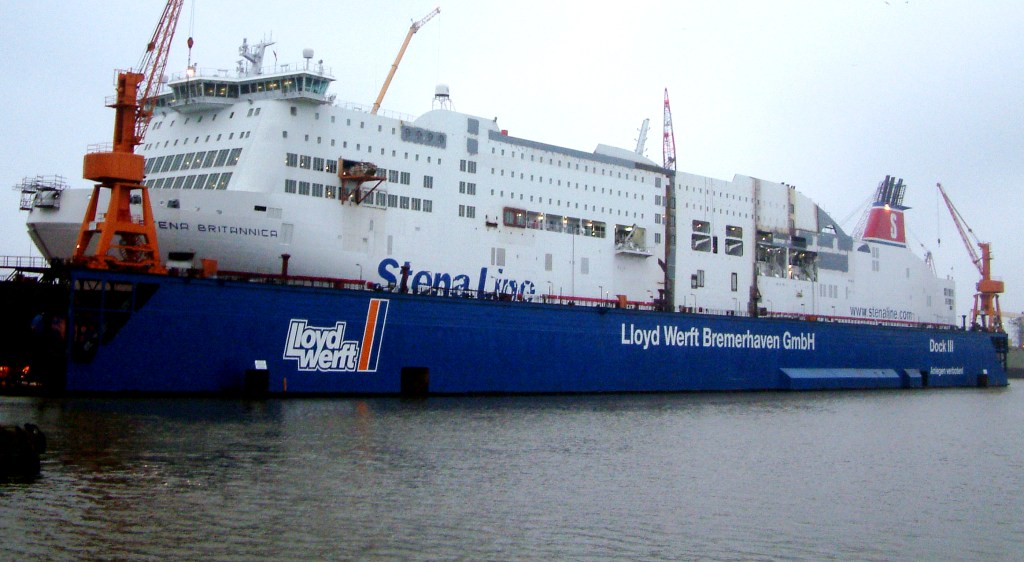
Lo Stena Britannica II in cantiere a Bremerhaven durante i lavori di allungamento.

Il 21 settembre 2010 il nome viene troncato in Britannica.
Il 10 ottobre salpa da Hoek van Holland per Danzica, dove, una volta arrivato, viene sottoposto ad ulteriore lavori di estensione. Il 9 novembre, durante i lavori in cantiere, scoppia un incendio a bordo del traghetto, prontamente domato dagli operai del cantiere.
L'11 aprile 2011 viene ribattezzato Stena Scandinavica IV ed il giorno successivo salpa da Danzica per Kiel. Giunto in Germania, prende servizio il 19 aprile successivo nei collegamenti tra Göteborg e Kiel, dove opera tutt'oggi.
Il 10 maggio 2011 viene ribattezzato Stena Scandinavica.

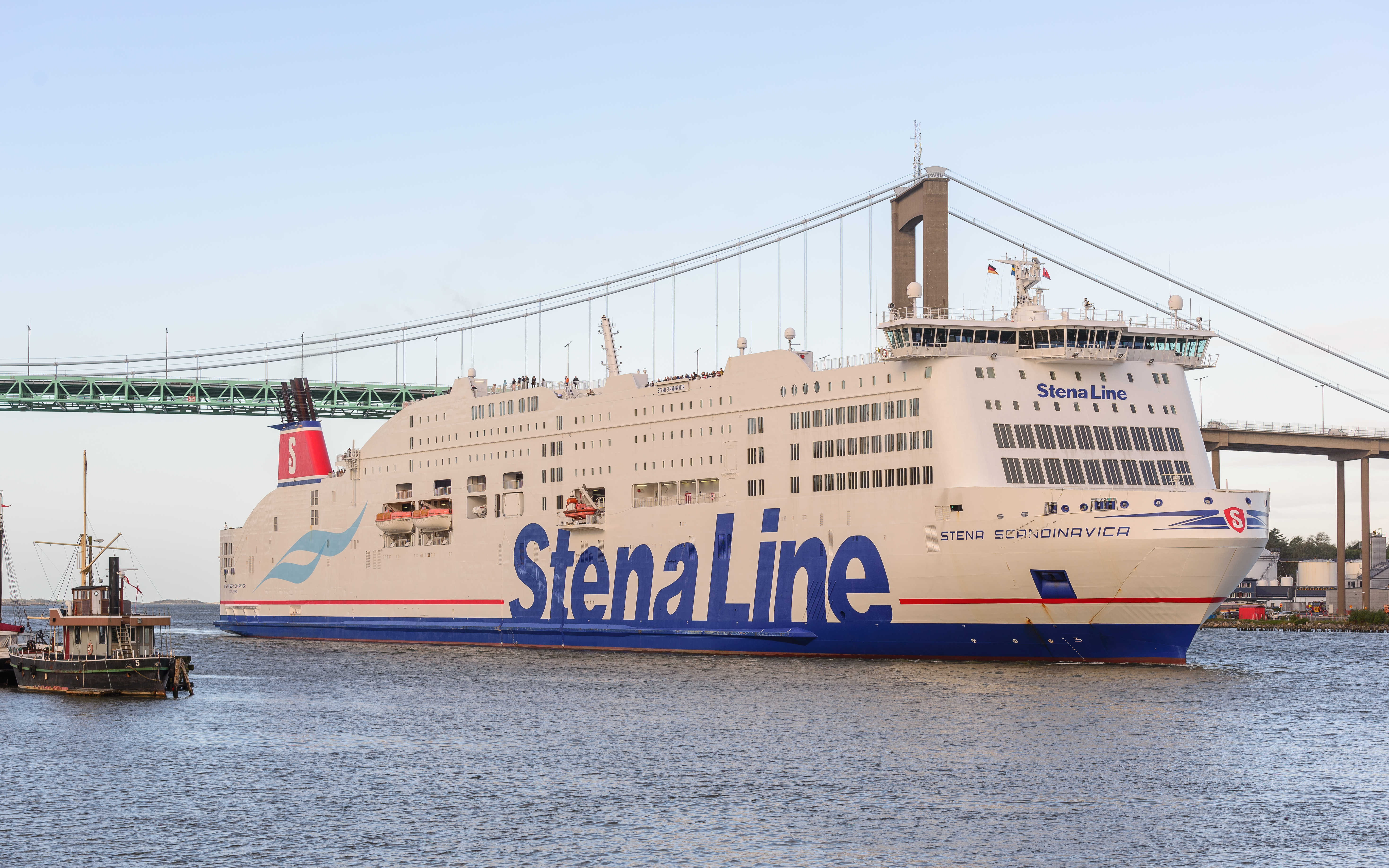
Lo Stena Scandinavica in arrivo a Göteborg nel 2015.

Nel marzo del 2017 viene pitturato sui fumaioli il numero 50, come celebrazione dei 50 anni di servizio di Stena Line nei collegamenti tra Göteborg e Kiel.

## Navi gemelle
- Stena Adventurer